# أطفال الشوارع في بنغلادش

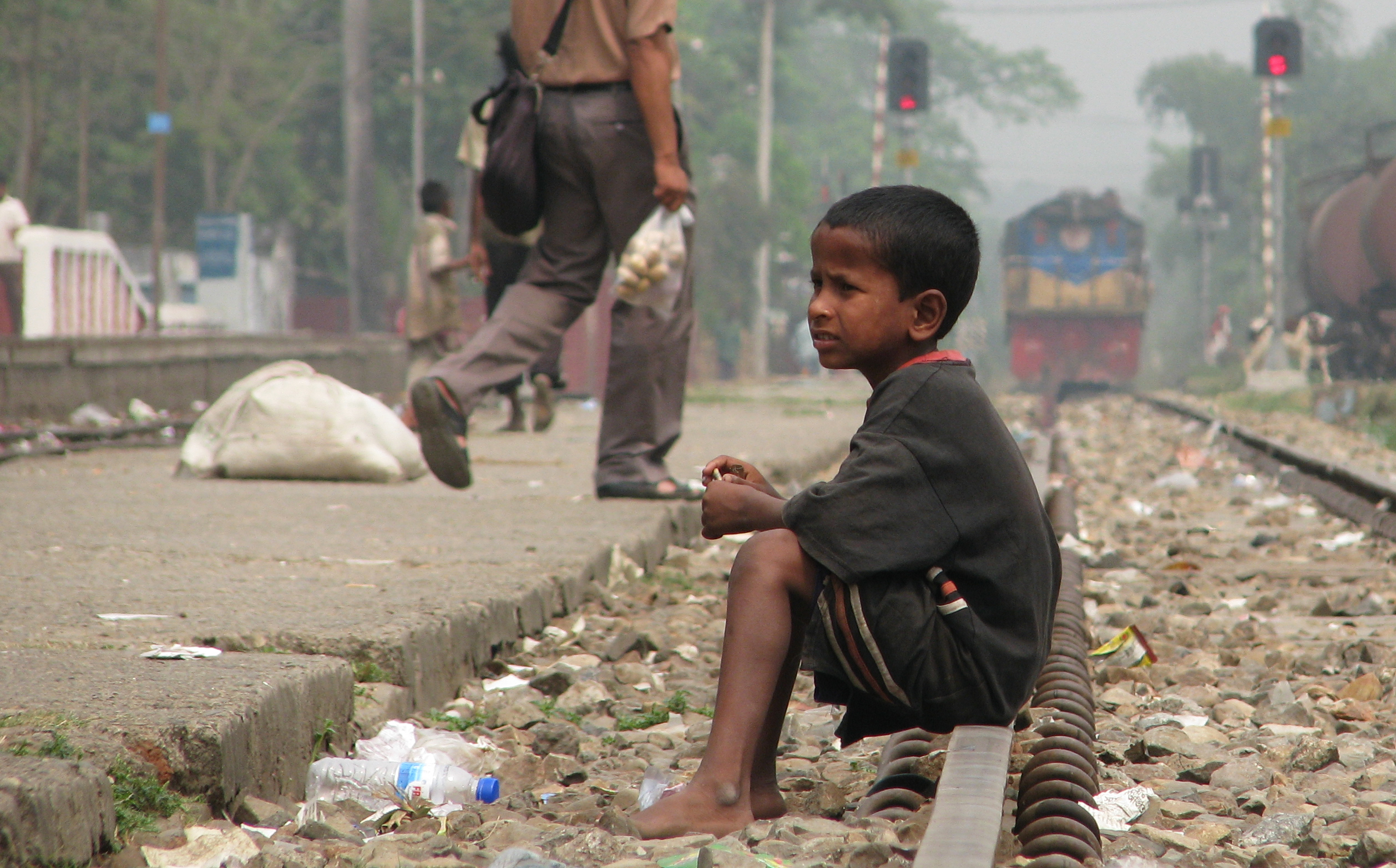

يعبّر مصطلح «طفل شارع» عن أولئك الأطفال الذين قد أصبح الشارع (بالمعنى الأوسع للكلمة، بما في ذلك المساكن غير المأهولة، والأراضي القاحلة، وما إلى هنالك) مسكنهم المعتاد و/ أو مصدر رزقهم، ولا يتمتعون بحماية كافية أو توجيه أو إشراف من قبل بالغين قادرين على تحمل المسؤولية.

## توضيح التعريف
لا يرتاد أطفال الشوارع المدارس، وبدلًا من ذلك يبيعون الأغراض في الطرقات، أو يقومون بغير ذلك من الأعمال، بهدف دعم عائلاتهم ذات الدخل المحدود أو المعدوم بشكل كامل بسبب عدم امتلاك الأبوين أي عمل. تشير التقديرات إلى وجود أكثر من 600 ألف طفل شارع يعيش في بنغلادش و75% منهم في العاصمة دكا، في بلد يحتل المرتبة 138 على مؤشر التنمية البشرية، حيث يعيش نصف السكان تحت خط الفقر. يمثل هؤلاء الأطفال أدنى مستوى في التسلسل الهرمي الاجتماعي في أكثر دول العالم كثافة سكانية. زاد عدد السكان في هذا البلد في الوقت الحاضر، وارتفع عدد أطفال الشوارع إلى ما يقدر بنحو 4 ملايين طفل.

## سمات

### العدد
لا توجد حاليًا أية إحصائيات رسمية لعدد أطفال الشوارع في بنغلادش، فمن شبه المستحيل حصر عددهم الذي يزداد بشكل سنوي.

### العمر
ليس هناك عمر محدد لأطفال الشوارع في بنغلادش، إذ يتراوح عمر الذين يعملون ببيع الأغراض بين 6-12 عامًا، أما أولئك الذين يعملون بأشغال أخرى فتتراواح أعمارهم بين 13-15 عامًا. من الممكن أيضًا للأطفال تحت سن الخامسة أن يعملوا ببيع الأغراض، أو أن يعيشوا حياتهم متجولين في الطرقات.

### الجنسانية
معظم طفلات الشارع في بنغلادش متزوجات منذ بلوغهن لسن العاشرة، الأمر الذي يؤدي بهن إلى عيش حياة صعبة للغاية، بينما يتوجب على الأطفال الذكور أن يعملوا بجد ليتولّوا مسؤولية عائلتهم.

## الأسباب
لا يملك أطفال الشوارع مكانًا مخصصًا للعيش فيه، أو حتى ملجًا للنوم، ومن الممكن مصادفتهم في الطرقات، وهم يعملون في بيع الورود.
يموت الكثير من أطفال الشوارع في بنغلادش بعمر صغير، فهم لا يتلقون العناية اللازمة. يموت 110 ألف طفل سنويًا بسبب الأمراض التي تنقلها المياه. لا يتمكن أطفال الشوارع في بنغلادش من شراء أطعمة صحية ما يضطرهم في بعض الأحيان إلى تناول طعام غير ملائم لصحتهم. ومن الممكن أيضًا أن يتضوروا جوعًا بحثًا عن الطعام.ر

## جريمة منظمة
يضطر أطفال الشوارع إلى العمل غالبًا، فيعمل بعضهم مع أدنى المستويات من جماعات الجريمة المنظمة. تنتشر الجريمة المنظمة بشكل كبير في العاصمة البنغلاديشية دكا، ويُطلق على زعماء جماعات الجريمة المنظمة فيها لقب «ماستانس»، وتنتشر أعمال هذه الجماعات في الأحياء الفقيرة في جميع أنحاء البلاد ولا سيما العاصمة دكا. أجرت الأخصائية في علم الجريمة وفي علم التخطيط والمستشارة الدولية سالي أتكينسون شيبرد دراسة مفصلة حول تورط أطفال الشوارع بالجريمة المنظمة.

## المنظمات المعنية بأطفال الشوارع
لا يملك أطفال الشوارع في أغلب الأحيان وسائل مشروعة لكسب المال بسبب عدم تمكنهم من الحصول على التعليم المناسب. تقدم المنظمات الحكومية في بعض الأحيان المساعدة لهم، وغالبًا ما تقدم المنظمات غير الحكومية كمنظمة الأمم المتحدة للطفولة (اليونيسيف) المساعدة للمنظمات الحكومية. يتواجد في البلاد أيضًا بعض المنظمات غير الحكومية الصغيرة التي تقدم دعمًا محدودًا لأطفال الشوارع منها: مؤسسة أطفال شوارع بنغلادش، وشبكة الناشطين في مجال أطفال الشوارع، وبعثة دكا أحسانيا، وفردوس الأطفال، ومؤسسة جاغو، ومنظمة بنغلادش لأطفال الشوارع، والمدرسة الكبرى، ومنظمة أوبيزاتريك، ومؤسسة سومبابونا، وغيرها. تجمع بعض المنظمات أيضًا التبرعات لأطفال الشوارع.
تعمل وكالة مبادرة التنمية المجتمعية والصناعية المتكاملة في بنغلادش على تحسين وضع أطفال الشوارع، وخاصة تلك المجموعات التي تتعرض للاعتداء والاستغلال الجنسي. احتفلت المنظمة في عام 2011 -إلى جانب أنشطتها المعتادة- باليوم الدولي لأطفال الشوارع بالتعاون مع المنظمة الدولية لأطفال الشوارع، وهو اليوم الذي أُطلق في عام 2011 من قبل الاتحاد من أجل أطفال الشوارع (سي إس سي)، وهي الشبكة الرائدة التي تنشط في مجال إعمال حقوق أطفال الشوارع في جميع أنحاء العالم. يحتفل أطفال الشوارع في يومهم العالمي مع كل من المنظمات غير الحكومية، وأصحاب القرار السياسي، والمشاهير، والشركات والأفراد في جميع أنحاء العالم.

## التعليم
لا يتمكن أطفال الشوارع في بنغلادش من الالتحاق بالمدارس، وبالتالي لا يحصلون على التعليم المناسب. يعتبر موضوع التعليم أمرًا في غاية الأهمية بالنسبة لهؤلاء الأطفال لأنهم -وفي حال لم يتلقوا التعليم الملائم- سيجدون أنفسهم يقضون بقية حياتهم بطريقة بائسة. تساعد بعض المنظمات غير الحكومية في تقديم التعليم لأطفال الشوارع.